# Fabien Patanchon
Fabien Patanchon, né le 14 juin 1983 à Bordeaux, est un coureur cycliste français. Professionnel de 2006 à 2008, il est champion d'Europe de l'américaine espoirs en 2001 et 2003.

## Biographie
Après avoir commencé le cyclisme dans un club de la région bordelaise, il arrive au Vélo Vlub Nayais. Il signe avec Dominique Arnaud qui le fait accéder au rang des professionnels en 2006 dans l'équipe de Marc Madiot, la Française des jeux, après un stage. Lors de la saison 2008 il a été engagé par la Caisse d'Épargne, avant de rejoindre en 2009 l'équipe amateur Entente Sud Gascogne. En parallèle il termine ses études. En 2011, il rejoint l'équipe Saint-Cyr Tours 37. Il est professeur de physique-chimie au lycée Montesquieu de Libourne depuis la rentrée de septembre 2011.

## Palmarès sur route

### Par année
- 2002
  - 1re étape du Tour des Deux-Sèvres
- 2003
  - 2e de la Primevère Montoise
- 2005
  - Soulor-Aubisque
  - Tour des cantons de Mareuil-Verteillac :
    - Classement général
    - 2e étape (contre-la-montre)

  - Paris-Tours espoirs
  - 3e du Tour du Canton de Saint-Ciers
- 2009
  - 2e et 4e étapes du Kreiz Breizh Elites
  - 7e étape du Tour de Nouvelle-Calédonie
  - 2e du Kreiz Breizh Elites
  - 3e du championnat d'Aquitaine
- 2010
  - 2e du championnat d'Aquitaine
- 2011
  - 1re étape du Tour de Gironde
  - 2e étape du Tour de Nouvelle-Calédonie
  - 2e du Circuit de la Chalosse
  - 3e du Tour de Gironde
- 2012
  - Trophée des Bastides
  - Circuit des Vins du Blayais
  - Grand Prix de Saint-Martin-de-Seignanx
  - 3e étape du Tour des Landes
- 2013
  - 3e étape du Week-end béarnais
  - 3e de la Classique de Sauveterre-de-Béarn

### Résultats sur les grands tours

#### Tour d'Italie
1 participation
- 2007 : 131e

#### Tour d'Espagne
1 participation
- 2006 : 128e

### Classements mondiaux
| Année           | 2005 |
| --------------- | ---- |
| UCI Europe Tour | 431e |

## Palmarès sur piste

### Championnats d'Europe
- Moscou 2003
  -  Champion d'Europe de l'américaine espoirs (avec Matthieu Ladagnous)

### Championnats de France
- 2003
  - 2e de l'américaine
- 2004
  -  Champion de France de poursuite par équipes (avec Cédric Agez, Matthieu Ladagnous, Mickaël Delage et Jonathan Mouchel)
  -  Champion de France de l'américaine (avec Matthieu Ladagnous)
- 2005
  -  Champion de France de poursuite par équipes espoirs (avec Cédric Agez, Yannick Marié et Jonathan Mouchel)
  - 2e de l'américaine
  - 2e de la poursuite par équipes